# On the Buses (film)
On the Buses is een Britse film uit 1971, de eerste film gebaseerd op de gelijknamige televisieserie. De film kreeg in 1972 en 1973 een vervolg. Naast de gebruikelijke acteurs speelden onder anderen ook Pamela Cundell, Wendy Richard, Pat Coombs en Norman Mitchell een rol.

## Verhaal
De Luxton Town en District Bus Company heeft last van personeelsgebrek. Inspecteur Blakey komt op het idee om vrouwelijke buschauffeurs in te zetten. Stan, Jack en de rest van het mannelijk personeel zijn er echter minder blij mee. Ze verliezen niet alleen hun overwerkuren, maar de vrouwen zijn ook nog eens bijzonder lelijk.
Stan en Jack doen daarom hun best de vrouwen ontslagen te krijgen en gebruiken daarvoor sluwe methoden. Zo stoppen ze een spin in een cabine en maken ze zelf omleidingsborden. Ondertussen zitten de mannen wel achter het plaatselijke vrouwelijk schoon aan, alhoewel Stan meestal achter het net vist.
Degene die niet achter het nest vist, is Olive, de zus van Stan. Tot haar grote verbazing, en die van haar man Arthur, is ze zwanger. Een van de bussen wordt daarbij gebruikt als ambulance.

## Rolverdeling
| Acteur              | Personage            |
| ------------------- | -------------------- |
| Reg Varney          | Stan Butler          |
| Doris Hare          | moeder               |
| Michael Robbins     | Arthur Rudge         |
| Anna Karen          | Olive Rudge          |
| Stephen Lewis       | Cyril 'Blakey' Blake |
| Bob Grant           | Jack Harper          |
| Brian Oulton        | manager              |
| Andria Lawrence     | Betty                |
| Pat Ashton          | Sally                |
| Jeanne Varney       | Mavis                |
| Pamela Cundell      | Ruby                 |
| Pat Coombs          | Vera                 |
| Eunice Black        | Ada                  |
| Wendy Richard       | huisvrouw            |
| Peter Madden        | Mr. Brooks           |
| David Lodge         | Fred                 |
| Brenda Gogan        | Bridget              |
| Caroline Dowdeswell | Sandra               |
| Nosher Powell       | Betty's man          |
| Terry Duggan        | Nobby                |
| Norman Mitchell     |                      |
| Claire Davenport    | Peggy                |
| Maggie Rennie       | Gladys               |
| Tex Fuller          | Harry                |
| Anna Michaels       | Eileen               |
| Ivor Salter         | politieman           |
| George Roderick     | politieman           |
| Gavin Campbell      | agent op motorfiets  |
| David Rowlands      | Parson               |
| Hilda Barry         | oude vrouw           |
| Moira Foot          | Katy                 |
| Reginald Peters     |                      |
| Caroline Munro      |                      |